# Chilladahalli, Krishnarajpet
Chilladahalli là một làng thuộc tehsil Krishnarajpet, huyện Mandya, bang Karnataka, Ấn Độ.